# Satya Oblet
Satya Oblet, spesso accreditato anche con il cognome Oblette (Pondichéry, 3 gennaio 1976), è un modello indiano naturalizzato francese.

## Carriera
Nato in India, ma adottato da genitori francesi, Satya Oblet viene lanciato del mondo della moda da Jean-Paul Gaultier e Kenzo, che in breve tempo lo rendono uno dei fotomodelli più conosciuti in Europa.
Oblet nella sua carriera è stato anche ambasciatore dell'O.N.U., ed è molto attivo nel campo della beneficenza.
Nel 2003, ha creato una propria linea di abbigliamento, venduta nelle boutique di Los Angeles, Londra e Parigi.
Nel 1997 ha lavorato nel film Tonka e nel 2005 nel cortometraggio Le candidat. Ha partecipato nell'aprile 2006 al reality show francese Je suis une célébrité, sortez-moi de là
Dal 2007 è il testimonial del profumo Jungle di Kenzo.

## Agenzie
- AMT Models Vienna, Vienna